# ایستگاه دان میلز
ایستگاه دان میلز (انگلیسی: Don Mills station) یک ایستگاه مترو است که پایانه شرقی خط ۴ شپرد در  تورنتو، انتاریو، کانادا است.